# Gymnomera tarsea
Gymnomera tarsea är en tvåvingeart som först beskrevs av Fallen 1819.  Gymnomera tarsea ingår i släktet Gymnomera och familjen kolvflugor. Inga underarter finns listade i Catalogue of Life.